# Občina Hoče - Slivnica
Občina Hoče - Slivnica je občina v Republiki Sloveniji. Na severu meji na mestno občino Maribor, na vzhodu na Miklavž, na jugu na Rače - Fram, ter na zahodu na Slovensko Bistrico in Ruše. Na območju občine se nahaja večji del letališča Maribor. 
Območje občine predstavlja prehodno območje med subalpsko in subpanonsko severno Slovenijo. Na zahodu meji na Pohorje, na vzhodu pa na Dravsko polje, kjer je reka Drava akumulirala prod v obliki velikega vršaja. Ravnina Dravskega polja je bila zlasti v zadnjih petdesetih letih območje intenzivne suburbanizacije.

## Naselja v ObčiniHoče-Slivnica
- Bohova leži na severozahodnem delu Dravskega polja (na nadmorski višini 275m) ob izgonski strugi Rdečega potoka. Glavnina naselja se nahaja med Hitro cesto Maribor - Celje in železniško progo Maribor - Pragersko. Prvič se omenja že leta 1955. Severno in južno od naselja se prodnatnih tleh nahajajo pretežno njive, na vlažnejših ilovnatih tleh v okolici Rut pod Pohorjem.[3]
- Rogoza je gručasto naselje na severnozahodnem delu Dravskega polja ( na nadmorski višini 267m) med Spodnjimi Hočami in Miklavžem na Dravskem polju. Staro kmečko jedro se nahaja v zahodnem delu naselja, od tam pa se proti vzhodu širi novejši del s stanovanjskimi hišami, ki so bile zgrajene večinoma v 70. in 80. letih. Južno in zahodno od naselja se širijo pretežno travniki in njive, v spodnjem delu pa je obsežni Marovski gozd. [3]
- Spodnje Hoče so gručasto naselje na severozahodnem robu Dravskega polja, na nadmorski višini 272-278m. Staro jedro naselja, ki se prvič omenja leta 1146, se nahaja ob romansko-gotski pražupnijski cerkvi Sv. Jurija. Novejši del naselja iz večinoma enodružinskih hiš, zgrajenih pretežno v 70. in 80. dvajsetega stoletja, se piri proti zahodu ob cesti na Pohorje in proti severu ob cesti proti Razvanju. Skozi severni del skozi naselja teče Hočki potok. V vzhodnem delu naselja se nahaja industrijsko-obrtna in trgovska cona. Severno in južno od naselja se na ilovnatih tleh nahajajo travniki, proti železniški progi Maribor–Pragersko pa pretežno njive. Južno od naselja se širi proti vznožju Pohorja Hočki gozd in sega do zaselka Glivnik, ki se nahaja okoli cerkve Sv. Križa (349m). [4]
- Zgornje Hoče se nahajajo na vznožju Vzhodnega Pohorja na nadmorski višini 315m. Jedro naselja leži na vršaju Hočkega potoka ob izstopu iz njegove doline. Tu se na ilovnatih tleh nahajajo pretežno travniki in njive. Na pobočju Pohorja se širijo pretežno smrekovi gozdovi. Južno nad naseljem se v manjši dolini nahaja zaselek Zaforšt. [4]
- Pivola je razloženo naselja jugozahodno od Razvanja. Leži na skrajnih vzhodnih obronkih Pohorja na nadmorski višini 340-400m, posamezne domačije pa segajo do 510m. K naselju sodi zaselek Reka in nad dolino Pivolskega potoka zaselek Vinšeki. Ob cesti Razvanje-Spodnje Hoče se na ravnini na ilovnatih tleh nahajajo pretežno njive in travniki. Na prisojnih pobočjih so obsežni sadovnjaki, na osojah pa gozdovi. Na pobočju nad Hočkim potokom stoji cerkev Sv. Lenarta iz 17. stoletja. V gradu Pohorski dvor (Hompoš), ki se omenja že v 12. stoletju, se nahaja Fakulteta za kmetijstvo in biosistemske vede. Na ravnini med gradom, Hočami in Razvanjem je obsežno gomilno grobišče.  [4]
- Polana je razloženo naselja na skrajnih spodnjih obronkih Pohorja južno od Pivole. Leži na nadmorski višini 160-400m. Sestavljata ga zgornji del, imenovan Vrhi, in spodnji del imenovan Polana. Tu se na prisojah širijo manjši vinogradi, pod njimi pa so na ilovnatih tleh njive in travniki. Na osojni strani nad Polanskim potokom se nahaja gozd imenovan Polanska gošča. [5]
- Hočko Pohorje leži visoko na spodnjih obronkih Pohorja. Samotne domačije segajo vse od 400-900m nadmorske višine. Na krčevinah se v bližini kmetij nahajajo kmetije in travniki, večji del površja pa pokrivajo iglasti gozdovi. V najvišjem delu naselja so številne počitniške hišice, saj so v bližini smučišča na Mariborskem Pohorju. [5]
- Slivniško Pohorje leži na vzhodnih obronkih Pohorja med dolinama Framskega in Hočkega potoka. Samotne domačije segajo od 570-880m nadmorske višine. Na slemenih in položnejših pobočjih so posamezne njive in travniki, na večini površin pa prevladuje iglasti gozd. Ob cesti Spodnje Hoče Areh se nahaja oddelek mariborske bolnišnice za zdravljenje pljučnih bolezni. Višje so številne počitniške hišice in planinski domovi (Planinka, Poštarski dom, Mariborska koča, Kagerjev dom, Pajkov dom,...), ki so z gozdnimi cestami in planinskimi potmi povezani s smučišči na Mariborskem Pohorju. [5]
- Čreta
- Slivnica pri Mariboru Padalsko prvenstvo leta 1961 v Slivnici pri Mariboru
- Orehova vas je prvič omenjena daljnega leta 1234. V kraju se od leta 1953 nahaja aeroklubsko letališče Maribor, ki je bilo leta 1976 dograjeno za mednarodni promet. Mimo kraja poteka železniška proga Maribor - Celje ob njej je železniška postaja Orehova vas. Ima direktno povezavo na Podravsko avtocesto (A4) z izvozom aerodrom.

Kraj je bil prvič omenjen leta 1234. Je strnjeno, povečini obcestno naselje. Prevladujejo enotni, v novejšem času prenovljeni kmečki domovi, ceste so asfaltirane.
- Hotinja vas
- Radizel

## Kulturno-zgodovinski spomeniki
- Cerkev sv. Jurija, Spodnje Hoče leži v centru Hoč z mogočnim zvonikom. Sedanja župna cerkev spada med zelo dragocene sakralne spomenike v tem delu severnovzhodne Slovenije. Cerkvena stavba je v svojem jedru starejša - njena sedanja podoba pa je iz začetka 15. stoletja z barokizirano ladjo in baročno nadzidavo zvonika. Hoška cerkev je ena izmed spomeniško pomembnejših cerkva. Edina na Slovenskem hrani pod seboj originalno prastaro kripto; ta je ohranjena pod sedanjim cerkvenim tlakom in je zanimiva predvsem zato, ker se uvršča med naše najstarejše srednjeveške stavbe. Poleti 1959 so bila opravljena v kripti nekatera dela z namenom, da se prostori uredijo in usposobijo za ogled. Oprema cerkve ni posebno bogata, stilno je zelo raznolika. Cerkev se še danes ponaša z dvema baročnima oltarjema, žal pa sta izginila glavni baročni oltar in prižnjica. Nekdanji glavni oltar je postavil Jožef Holzinger leta 1786. Oltarna slika je ohranjena in prikazuje obglavljanje svetega Jurija. V cerkvi se nahajajo še štirje stranski oltarji: oltar svetega Križa (1761), oltar Rožnoverske Matere božje, Oltar Srca Marijinega, Oltar Srca Jezusovega na evangelijski strani. [6]
- Cerkev sv. Križa je nedaleč od svetega Lenarta. Prvotno bi naj tukaj stala kapela, ki pa jo je zob časa možno načel in so jo morali podreti, ter na njeno mesto postaviti novo. Prvič se ta kapelca omenja 1765, ko v svoji zapuščini pokojni Leopold Audorfer zapusti kapeli 424 goldinarjev. Zunanjost cerkve kaže masivnost, trdnost, ki jo dobi še z opornimi slopi na vseh štirih vogalih. Stolp je prizidan pred glavni vhod in tako ob enem tvori tudi vhodno lopo. Na kamnitem oboku nad vhodnimi vrati je vklesana letnika 1775, ter okrajšave M.G.T.:, vratnice so še originalne. [7]
- Cerkev sv. Lenarta je od Hoč oddaljena le slabo uro hoda. Po poti, ki se polagoma dviguje po obronkih Pohorja, romar lahko občuduje pokrajino, poraslo z vinogradi, sadovnjaki in gozdom. Na številnih odsekih pa lahko popotnik zre v daljavo na Dravsko in Ptujsko polje. V starih časih je verjetno bila to viničarija in morda je služila kot bivališče duhovniku Sebastjanu Glavadiču. Leta 1785 se sveti Lenart loči od pražupnije Hoče. S tem letom prevzame cerkev kaplan Glavadič in tako postane cerkev stacionalna kaplanija ali kuratija. V novembru 1794 jo kaplan zapusti in sveti Lenart se ponovno priključi matični cerkvi. V notranjosti najdemo enoladijski, pravokotno oblikovan obokan prostor. Skozi polkrožen slavolok je viden nekoliko ožji prezbiterij, ki je še do danes ohranil svojo gotsko podobo, le da so okna pol križno zaključena, prezbiterij pa je tristrano zaključen. Rebra obroka so le ornamentalno poslikana. V cerkvi so danes trije oltarji, ki jih prištevamo k zlatim oltarjem. Glavni oltar je posvečen svetemu Lenartu, ki ga ljudstvo časti kot enega izmed 14 pomočnikov v sili in zaščitnika konj. [8]
- Grad Hompoš stoji nad zaselkom Pivola. Leta 1124 so omenja kot Huzi, leta 1164 kot domus(dom) in po letu 1181 kot castrum kuuod dicitur Hus (grad ki mu rečejo hiša). Bil je torej od vsega začetka zidan in se zato upravičeno domnevo, da je bil prav njen prvi sedež podravskih mejnih grofov, od 2. polovice 11. stoletja Spanheimov. Grad je bil od leta 1147 dalje deželno knežja last, kjer so živeli ali uradovali njihovi fevdniki: med letoma 1124 in 1348 Pohorskodvorčani, do leta 1363 Waseeji, do leta 1438 Ptujčani, do leta 1636 Stubenbergi, nato kot lastniki razne družine (Tattenvachi, Sulzburški, Waltersi, Continji, Haidt, Curtiji, Sole, graške dominikanke...Attemsi), od leta 1846 Feyrerji, od leta 1877 Nugent-Pallavicini, med letoma 1911 in 1945 Theinburgi, odtlej sanatorij za pljučne bolezni, kasneje psihatrična bolnišnica in sedaj Fakulteta za kmetijstvo in biosistemske vede. Danes je grad velika dvonadstropna, deloma podkletna stavba v obliki črke C. Glavna, vzhodna fasada šteje osemnajst okenskih osi, južna štiri, severna šest. Južni del gradu, ki ga sestavlja šest osi vzhodnega trakta, štiri osi južnega in tri osi zahodnega, predstavlja jedro gradu. Ta del gradu je kamnite gradnje, medtem ko so drugi zgrajeni iz opeke. Okna tega dela gradu obrobljajo kamniti okviri s policami in karnizi, južni trakt pa spremljajo na dvoriščni strani nadstropne stebraste arkade. Iz listine leta 1323 je razvidno, da je bil srednjeveški grajski kompleks dvodelen, s stolpom v zgornjem (severnem) in kapelo (z benificijem) v spodnjem (južnem) delu. Ta del je imel obliko visoke hiše, po kateri je grad dobil ime. Tudi novoveški grajski koncept ni bil drugačen. Obstojal je iz dvonadstropne, 3x4-osne stanovanjske stavbe iz začetka 17. stoletja, stoječe na južnem koncu zasnove, in obzidanega dvorišča, ki je zasedalo vso njeno severno polovico. Temu jedru so v teku 17. stoletja prizidali tri osi vzhodnega trakta in na nasprotnem koncu dvorišča manjše nadstropno 2x6-osno poslopje. Rast gradu v 18. stoletju se je vršila s postopnim podaljševanjem vzhodnega trakta proti severu vse do pomožne stavbe na koncu dvorišča, s čimer je grad dosegel svojo sedanjo ploskovno velikost. Njegov vzhodni trakt je še vso prvo polovico 19. stoletja razpadal v tri dele: šestosno stanovanjsko jedro, nadstropen štiriosni prizidek z velikim polkrožno sklenjenim ovoznim portalom in kapelinim, čebulasto ostrešenim stolpičem, ter pritlično šestosno gospodarsko poslopje, prislonjeno k dvoriščnemu prizidju. Veliko prezidavo je grad doživel šele okoli leta 1877, ko so mu grofje Nugent-Pallavicini dali sedanjo poenoteno dvonadstropno obliko in mu prizidali kot romantičen dodatek stolp ob severnem traktu. Povojna adaptacija gradu v bolnišnične namene mu je vzela ves historični videz, tako da je danes komaj še mogoče razbrati njegovo gradbeno rast skozi stoletja. Okrog gradu se širi ostanek prvotnega parka, pod njim pa stoji veliko gospodarsko poslopje kvadratastega tlorisa z notranjim dvoriščem in zunanjima kriloma.  [9]
- Dvorec Rogoza
- Dvorec Slivnica
- Pražupnijska cerkev sv. Marije v Slivnici

## Naravne znamenitosti
- Framski potok
- Ribnik pri Hotinji vasi
- Dolarjev kostanj
- Grajski park in platanov drevored
- Lipi v Hotinji vasi
- Trbisova jelka
- Botanični vrt je naravni biser v Pivoli pri Hočah. Razprostira se med Hočami in Razvanjem, južno od mesta Maribor. Z osmimi hektarji zasajene površine je največji v Sloveniji. Od leta 1999 je Botanični vrt vključen v združenje mednarodno priznane botanične vrtove "Botanic gardens conservation international". Vrt nudi in omogoča: izobraževanje, raziskovanje, ohranjanje rastlinskih vrst, vzdrževanje lokal ogroženih rastlinskih vrst, samoniklih gospodarsko pomembnih gozdnih vrst, funkcije genskih bank in pospeševanje sonaravnega turizma. Ohranjanje in varovanje rastlinskih vrst je ena izmed najpomembnejših nalog botaničnega vrta. Rastline v botaničnem vrtu predstavljajo najcenejšo, najzanesljivejšo in najtrajnejšo semensko gensko banko. Polek zbrisanja semen v botaničnem vrtu se po potrebi zbirajo tudi v naravi, še zlasti pod Pohorjem. Namen botaničnega vrta je spoznavanje večnamenske vloge botaničnih vrtov, zajema ohranjanje rastlinskih vrst, spoznavanje zavarovanih ogroženih rastlin, zdravilnih in strupenih rastlin, različnih vrst dreves, ogled živih fosilov. Njegov pomen pa se izraža predvsem s prikazovanjem tuje in domače flore.[10]
- Pohorske bukve